# Jerzy Kuberski
Jerzy Kuberski (ur. 22 marca 1930 w Paschalinie ob. Babice Nowe, zm. 20 września 2007 w Warszawie) – polski pedagog, polityk komunistyczny i dyplomata. Minister oświaty i wychowania (1972–1979), w latach 1980–1982 Minister-kierownik Urzędu do Spraw Wyznań.

## Życiorys
Syn Wacława i Natalii z domu Żychlińskiej, miał młodszego brata(ur. 1934) Mariana. Ukończył studia w Wyższej Szkole Pedagogicznej w Warszawie oraz w 1960 na Uniwersytecie Warszawskim. W 1977 otrzymał stopień doktora, a w 1980 profesora nadzwyczajnego nauk humanistycznych.
W 1950 wstąpił do Polskiej Zjednoczonej Partii Robotniczej. Działał w aparacie partii, wchodził w skład egzekutywy podstawowej organizacji partyjnej w Dyrekcji Okręgowej Szkolenia Zawodowego w Warszawie (1950–1952), następnie do 1954 był sekretarzem komitetu uczelnianego WSP. Członek egzekutywy komitetu dzielnicowego Warszawa-Stare Miasto (1957–1961). Od 1970 do 1972 sekretarz komitetu warszawskiego, a następnie zastępca członka (1971–1975) i członek (1975–1981) Komitetu Centralnego PZPR. Od 1979 do 1980 kierował wydziałem organizacji społecznych, sportu i turystyki KC.
W 1954 podjął pracę w szkolnictwie, był dyrektorem studium nauczycielskiego oraz kuratorem okręgu szkolnego Warszawy (1965–1970). Od marca 1972 do lutego 1979 minister oświaty i wychowania w rządzie Piotra Jaroszewicza i kolejnym pod jego przewodnictwem. Od kwietnia 1980 do maja 1982 minister-kierownik Urzędu do Spraw Wyznań w rządzie Edwarda Babiucha, Józefa Pińkowskiego i Wojciecha Jaruzelskiego. Po jego interwencji u prymasa Józefa Glempa mającej miejsce w nocy z 16 na 17 grudnia 1981 roku wstrzymano publikację opracowanego przez hierarchię Kościoła katolickiego komunikatu krytycznego wobec wprowadzenia stanu wojennego. Następnie do roku 1989 kierownik zespołu do spraw stałych kontaktów roboczych między rządem Polski a Stolicą Apostolską. Od 1989 do 1990 ambasador PRL/RP w Watykanie – pierwszy po wojnie, od czasu wznowienia polsko-watykańskich stosunków dyplomatycznych. Wieloletni przewodniczący Międzynarodowego Stowarzyszenia im. Janusza Korczaka. Prezes i wiceprezes Zarządu Głównego Akademickiego Związku Sportowego w latach 1960–1976. W 1974 wybrany w skład Zarządu Głównego Towarzystwa Przyjaźni Polsko-Radzieckiej. W latach 70. był członkiem Rady Redakcyjnej organu teoretycznego i politycznego KC PZPR „Nowe Drogi”. 
Od 1971 był członkiem Obywatelskiego Komitetu Odbudowy Zamku Królewskiego w Warszawie.
W latach 1991–2007 rektor Wyższej Szkoły Hotelarstwa, Gastronomii i Turystyki w Warszawie.
Zmarł dnia 20 września 2007 w Warszawie. Pochowany na cmentarzu Leśnym w Laskach.

## Odznaczenia
- Order Sztandaru Pracy II klasy
- Krzyż Kawalerski Orderu Odrodzenia Polski[7]
- Złoty Krzyż Zasługi[7]
- Złoty Medal „Za zasługi dla obronności kraju”[7]
- Srebrny Medal „Za zasługi dla obronności kraju”[7]
- Brązowy Medal „Za zasługi dla obronności kraju”[7]
- Krzyż „Za Zasługi dla ZHP”[7]
- Tytuł honorowy Zasłużony Nauczyciel PRL
- Odznaka „Zasłużony Działacz Kultury Fizycznej” (1963)[8]
- Złota Odznaka ZNP[7]
- Złota Odznaka honorowa „Za Zasługi dla Warszawy”[7]
- Order Piusa IX z Gwiazdą[7]
- Komandoria Orderu Palm Akademickich[7]